# Међународна федерација роботике
Међународна федерација роботике (МФР) је професионална непрофитна организација основана 1987. ради промовисања, јачања и заштите индустрије роботике широм света.

## Активности
Сврха Међународне федерације роботике је да промовише истраживање, развој, употребу и међународну сарадњу на пољу роботике, како индустријских тако и услужних робота. МФР је такође координатор Међународног симпозијума о роботици (МСР), једне од најстаријих конференција за истраживање роботике, основане 1970.

## Чланови
Данас су скоро сви међународни добављачи индустријских робота и 16 националних удружења робота су чланови МФР-а.. Седиште ове организације националних удружења роботике је у Франкфурту у Немачкој.
| Држава           | Удружења чланова ИФР-а                                           | Веб сајт                                                                              |
| ---------------- | ---------------------------------------------------------------- | ------------------------------------------------------------------------------------- |
| Шпанија          | Asociación Española de Robótica (AER)                            | http://www.aer-automation.com/aer-atp-eng/ Архивирано на веб-сајту (10. фебруар 2019) |
| Велика Британија | British Automation and Robot Association (BARA)                  | http://www.bara.org.uk                                                                |
| Кина             | China Robot Industry Alliance (CRIA)                             | http://cria.mei.net.cn/                                                               |
| Данска           | Danish Industrial Robot Association (DIRA)                       | http://www.dira.dk                                                                    |
| Турска           | ENOSAD                                                           | http://enosad.tr/eng%5B%5D                                                            |
| Јапан            | Japan Robot Association (JARA)                                   | http://www.jara.jp                                                                    |
| Јужна Кореја     | Korea Association of Robot Industry (KAR)                        | http://www.korearobot.or.kr/wp/                                                       |
| Норвешка         | Norwegian Society of Electrical and Automatic Control (NFEA)     | https://nfea.no/about-nfea/                                                           |
| Сједињене Државе | Robotic Industries Association (RIA)                             | http://www.robotics.org                                                               |
| Русија           | Russian Association of Robotics (RAR)                            | http://www.robotunion.ru                                                              |
| Италија          | Associazione Italiana di Robotica e Automazione (SIRI)           | http://www.robosiri.it                                                                |
| Шведска          | Swedish Industrial Robot Association (SWIRA)                     | http://www.swira.se                                                                   |
| Швајцарска       | Swiss Technology Network                                         | https://www.swisst.net/                                                               |
| Француска        | Syndicat des machines et technologies de production(SYMOP)       | http://www.symop.com                                                                  |
| Република Кина   | Taiwan Automation Intelligence and Robotics Association (TAIROA) | http://www.tairoa.org.tw                                                              |
| Немачка          | VDMA Robotics + Automation (VDMA R+A)                            | https://rua.vdma.org/en/about-us Архивирано на веб-сајту (4. август 2020)             |

## Кључне особе
- Председник: Милтон Гуери
- Генерални секретар: др. Сузан Белер (ВДМА)
- Председник истраживачког одбора: Алекандар Верл
- Председавајући, Група добављача индустријских робота: Марина Бил
- Председник, Група за севис робота: Мелон Висе